# Ebford
Ebford – osada w Anglii, w hrabstwie Devon. Leży 8 km od miasta Exeter. W 2011 miejscowość liczyła 391 mieszkańców.